# 博斯 (地区)
博斯（法語：Beauce，法語發音：[bos] ⓘ）是法国中北部的一个传统地区，坐落于地处巴黎盆地的五个省份，占地近60万公顷，农业发达。

## 图片

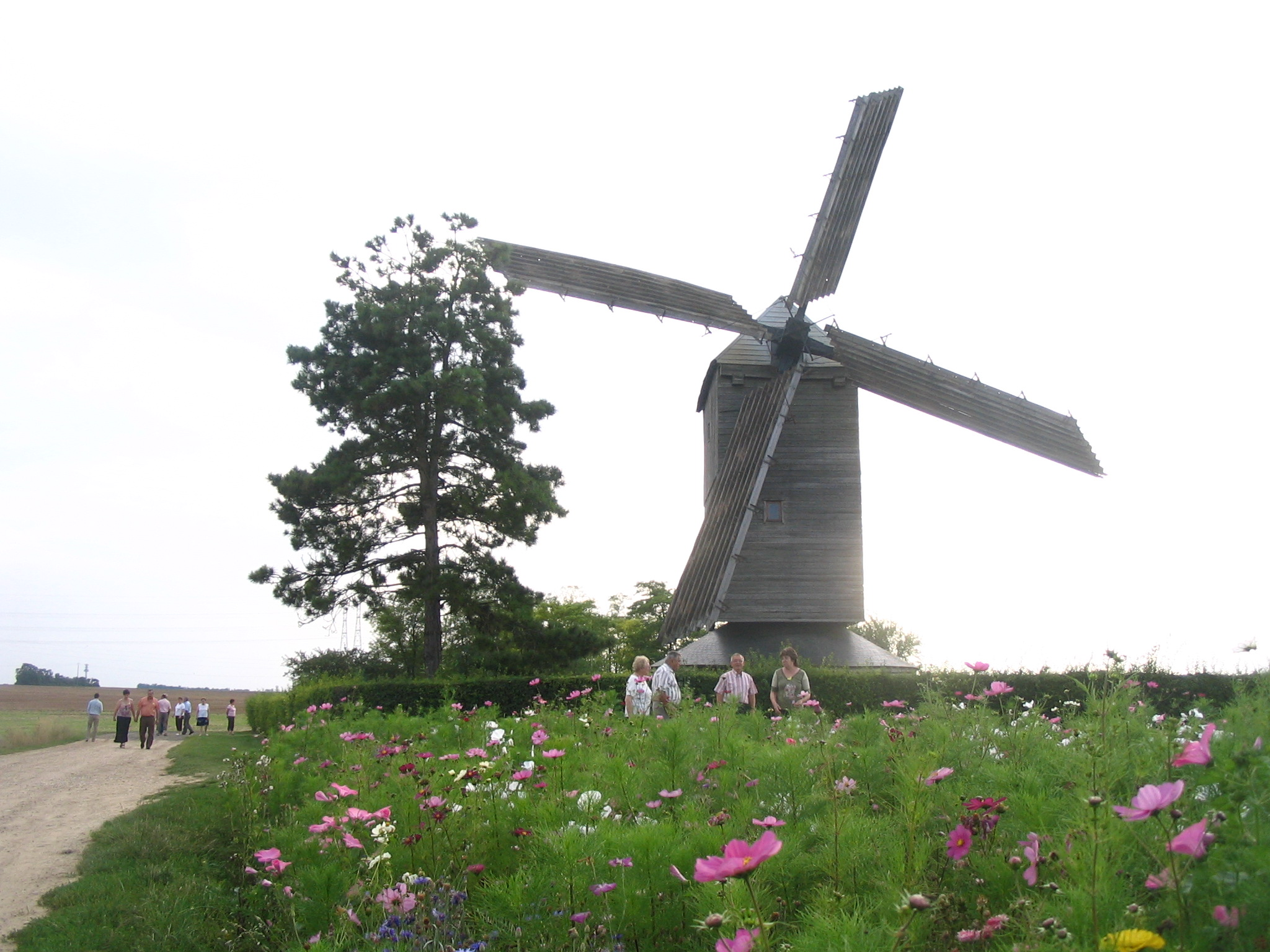
伊蒙维尔的养兔林磨坊（Moulin de la Garenne）
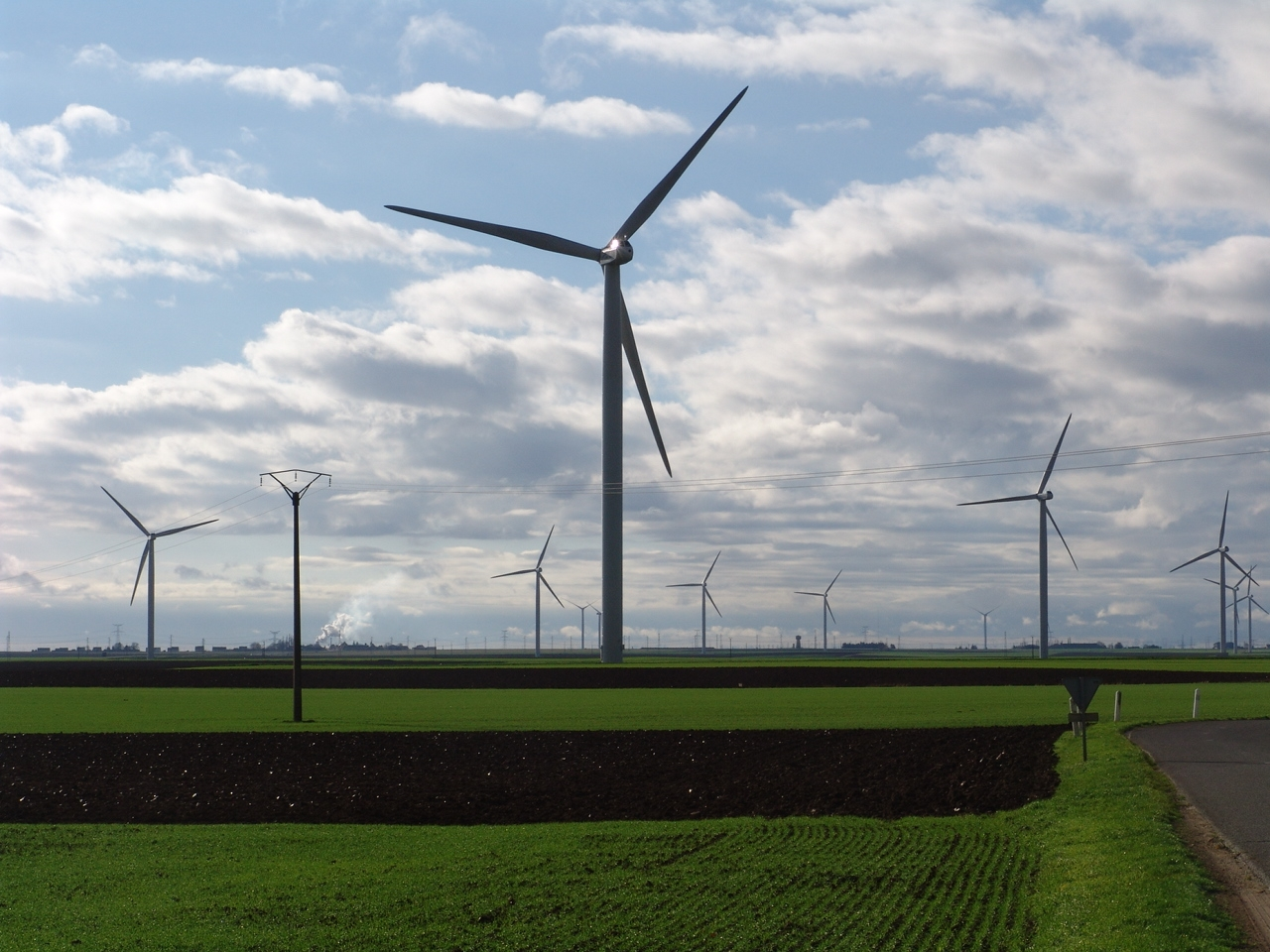
让维尔的风车公园
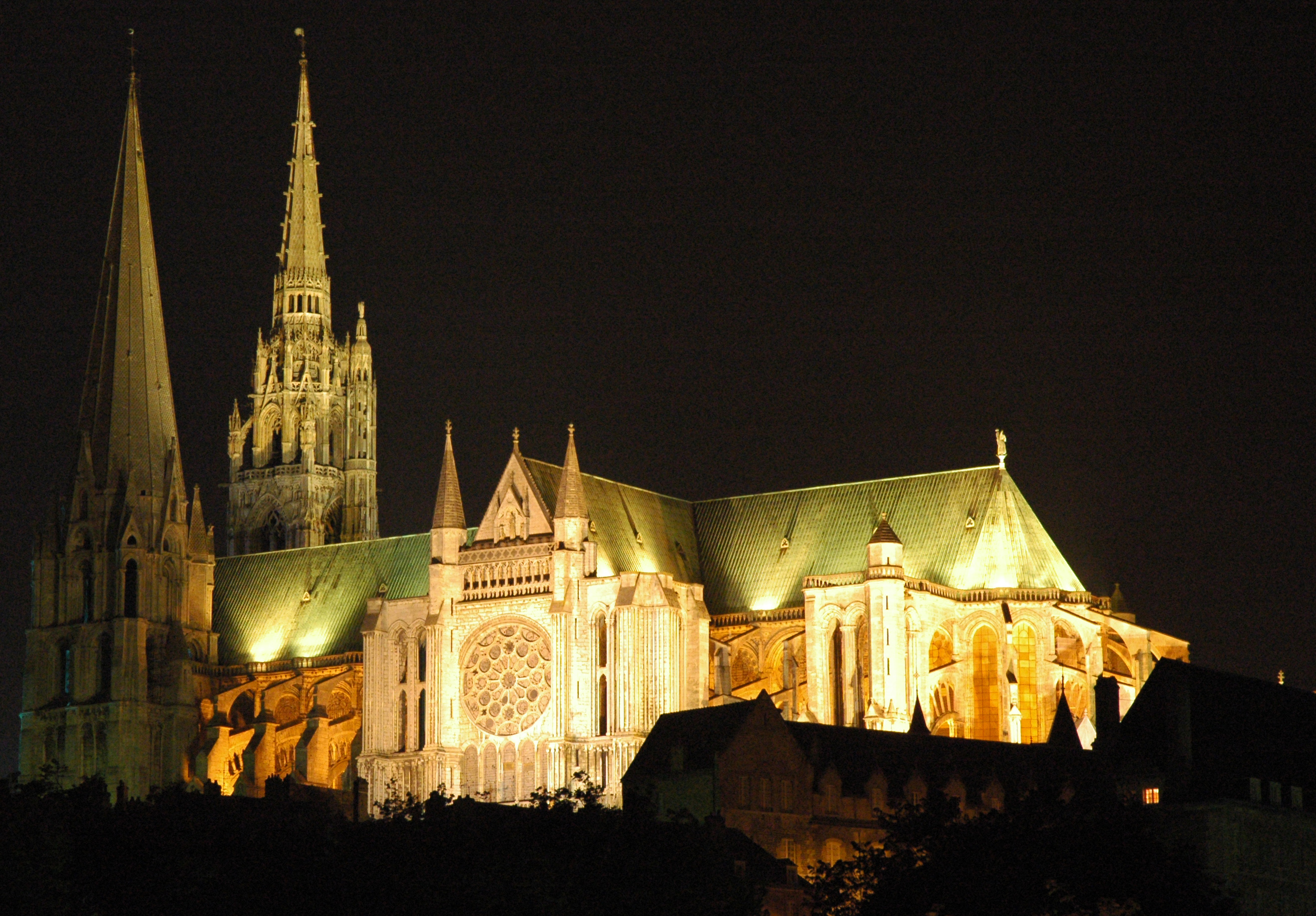
沙特尔主教座堂（夜景）
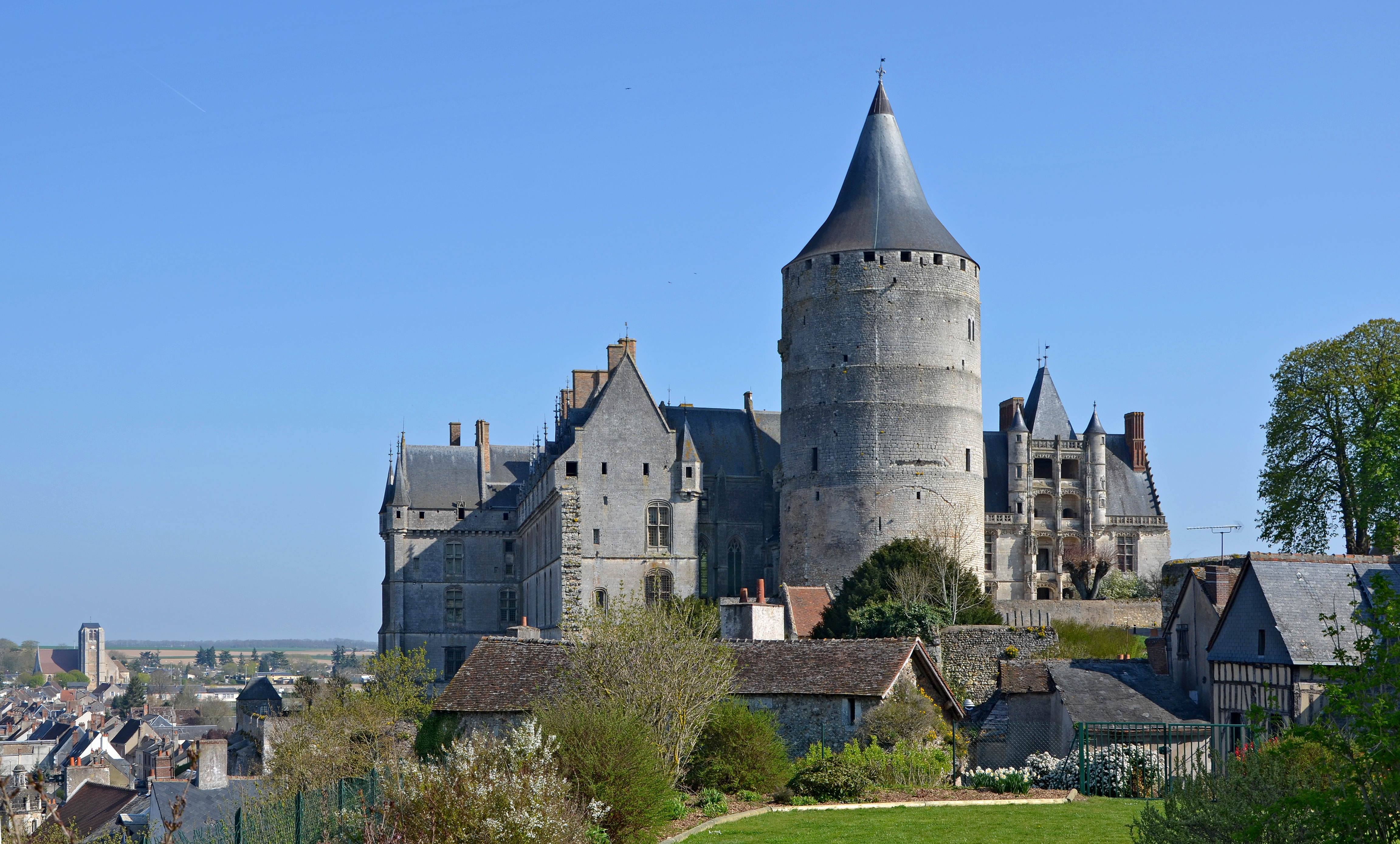
沙托丹城堡
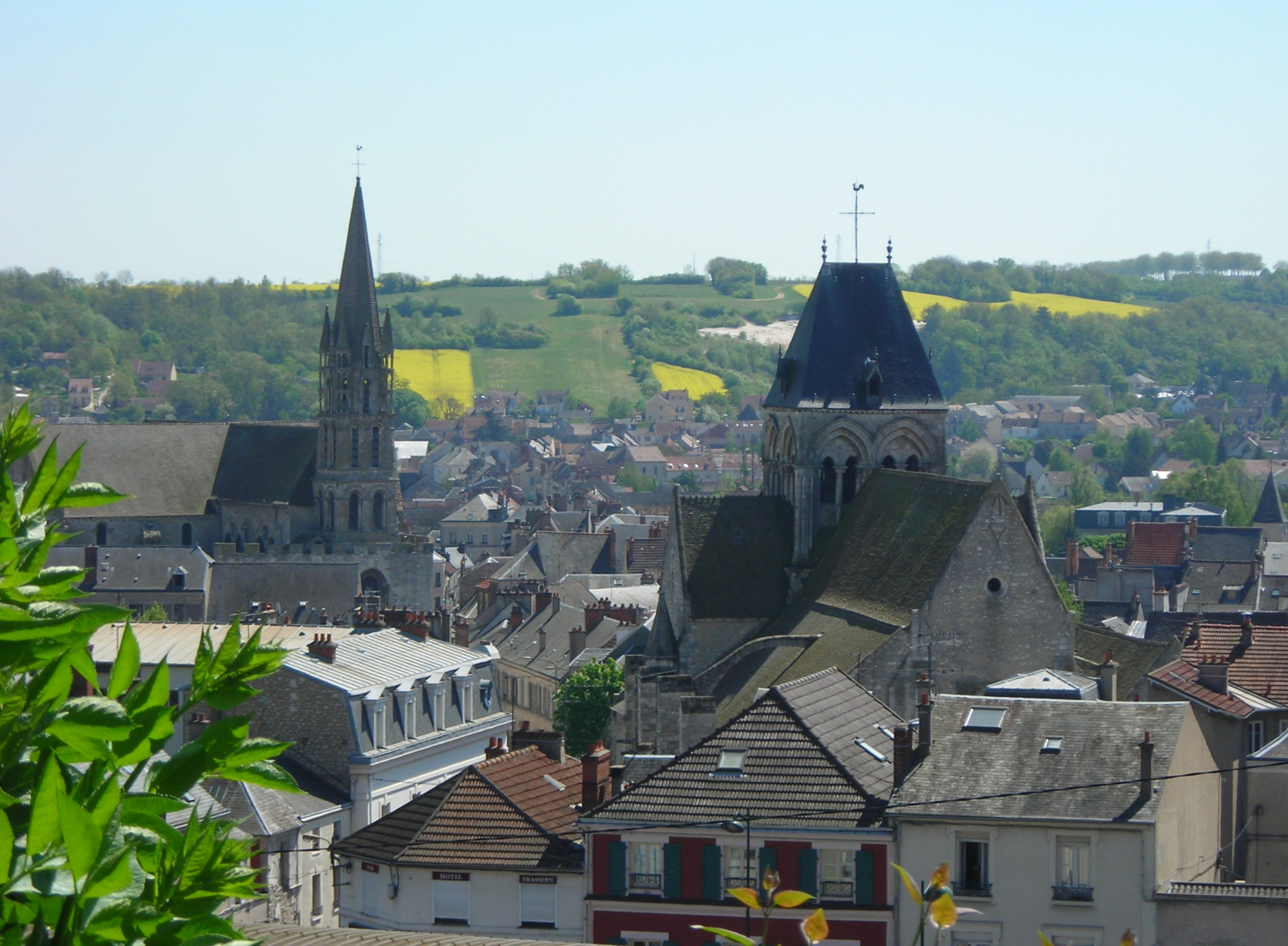
埃唐普城
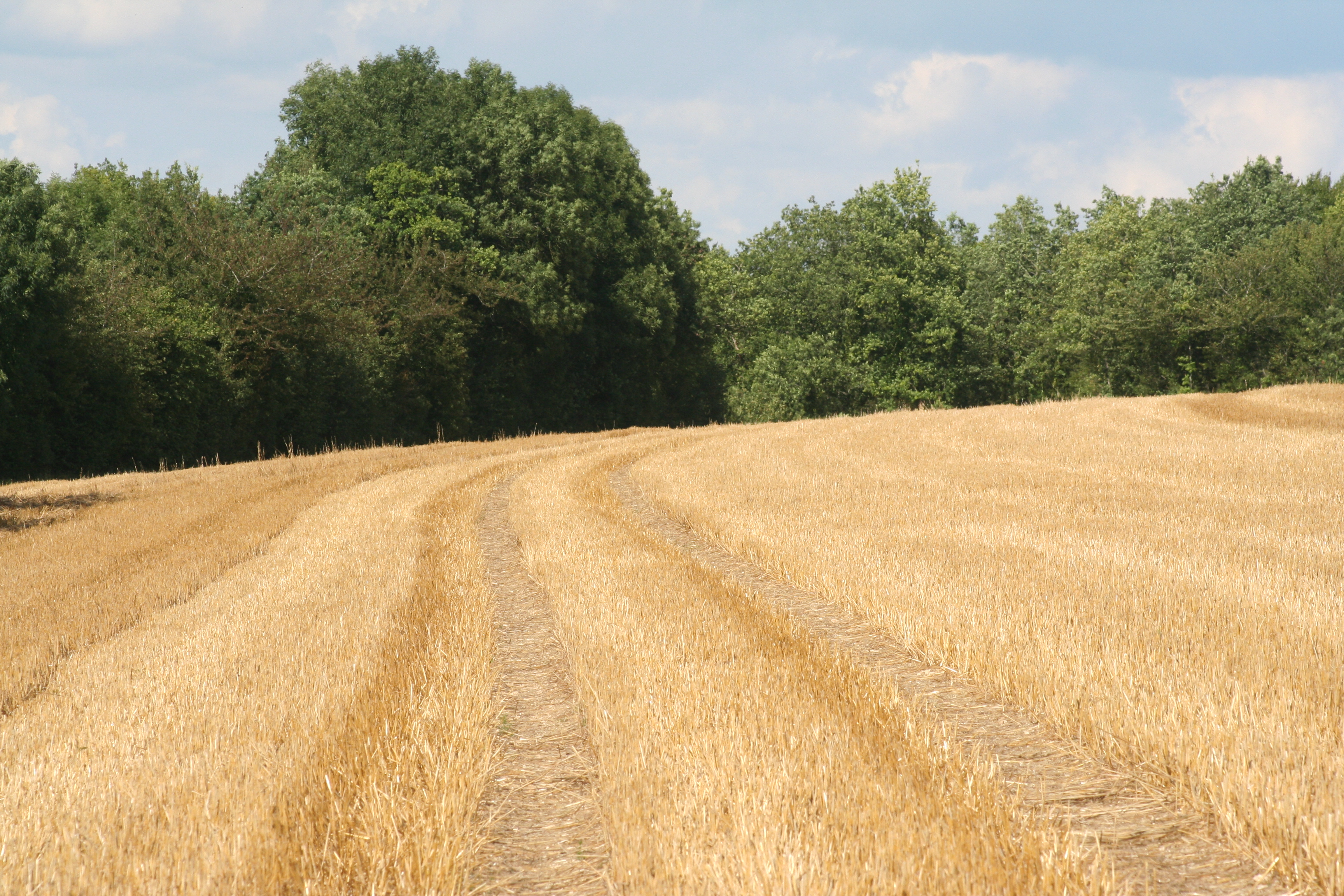
沙卢-穆利讷的收割后的田地
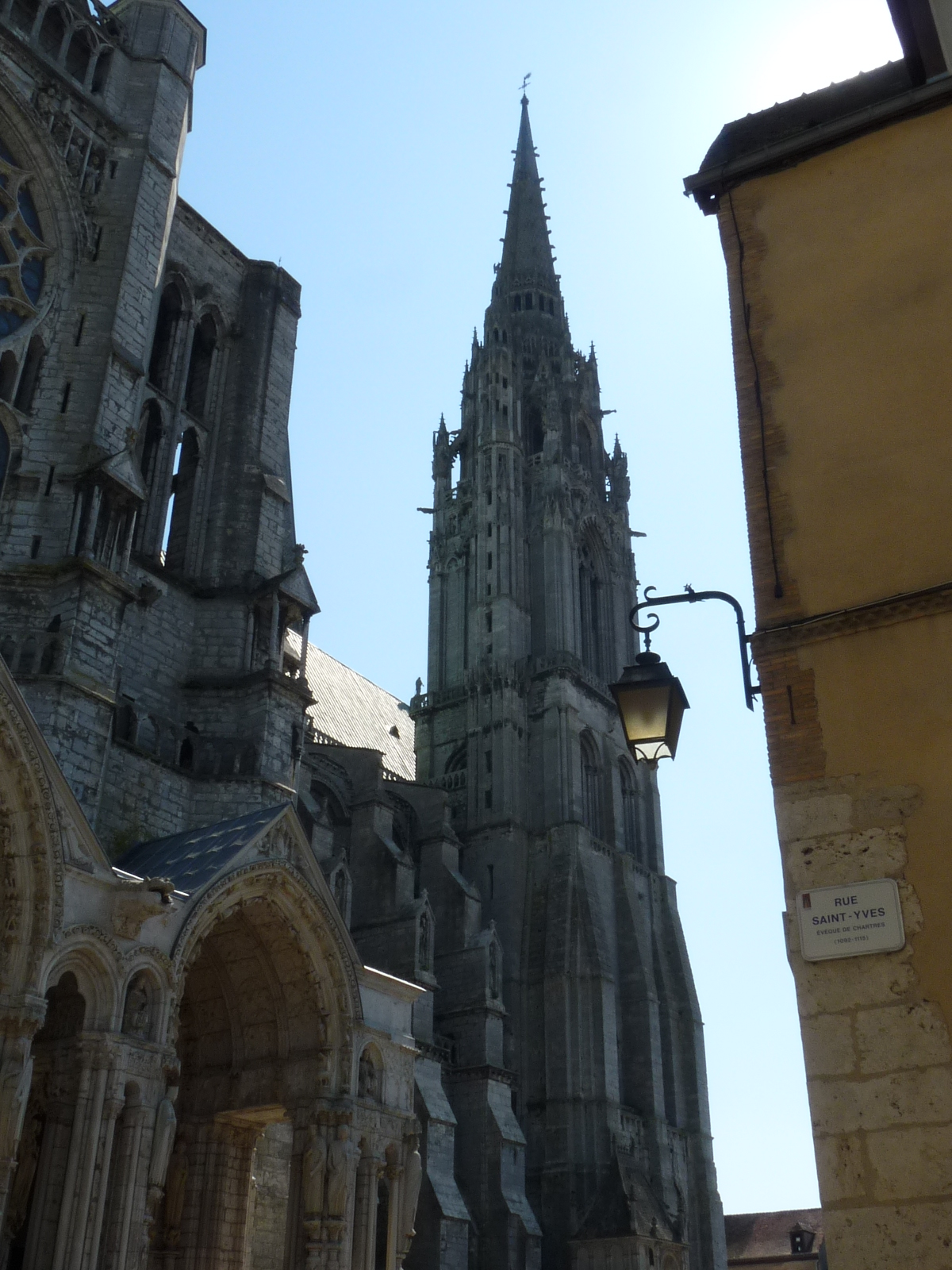
沙特尔主教座堂的北塔，由让·德·博斯（英语：Jehan de Beauce）建于16世纪